# Comuna Pariivka, Illinți
Pariivka (în ucraineană Паріївка) este o comună în raionul Illinți, regiunea Vinnița, Ucraina, formată din satele Pariivka (reședința) și Raikî.

## Demografie
Componența lingvistică a satului Pariivka
     Ucraineană (91,81%)
     Romani (7,22%)
     Alte limbi (0,86%)
Conform recensământului din 2001, majoritatea populației satului Pariivka era vorbitoare de ucraineană (91,81%), existând în minoritate și vorbitori de romani (7,22%).